# Noidans-lès-Vesoul
Noidans-lès-Vesoul é uma comuna francesa na região administrativa de Borgonha-Franco-Condado, no departamento de Alto Sona. Estende-se por uma área de 8,64 km². Em 2010 a comuna tinha 2 060 habitantes (densidade: 238,4 hab./km²).